# Lela Star
 (juin 2020).
Si vous disposez d'ouvrages ou d'articles de référence ou si vous connaissez des sites web de qualité traitant du thème abordé ici, merci de compléter l'article en donnant les références utiles à sa vérifiabilité et en les liant à la section « Notes et références ».
Lela Star, née le 13 juin 1985 à Cape Coral, en Floride, est une actrice de films pornographiques américaine.

## Biographie

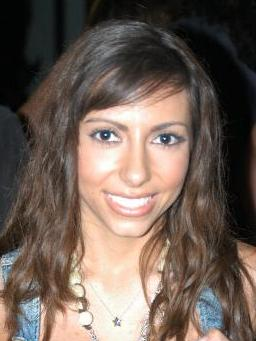
Lela Star en début de carrière

Lela Star grandit à Miami où elle commence sa carrière dans des films amateurs avant de déménager à Los Angeles en 2006.
Elle tourne sa première vidéo pornographique le 6 avril 2006 avec Ed Powers dans le film à petit budget Dirty Debutantes 347 dans lequel elle réalise sa première pénétration anale
En 2008, elle a fait un caméo dans le clip vidéo Set It Off du rappeur Kardinal Offishall.
En novembre 2009, elle est nommée DanniGirl du mois sur Danni.com.
Lela devient la Penthouse Pet de juillet 2010.
Elle figure sur la couverture du magazine spécialisé français Hot Vidéo en septembre 2010 et Mai 2017.
Mais le 2 août 2014, Lela Star revient au porno en retournant pour le site Brazzers, dans une vidéo où l'enjeu de l'acteur masculin est de la faire revenir dans l'industrie pornographique. La vidéo se termine par Lela annonçant revenir au X.
Dans un premier temps, son retour au porno est soft : elle ne participe plus à des scènes avec partenaires multiples ou pénétration anale. Il faudra même attendre plus d'un an, pour qu'elle pratique à nouveau l'éjaculation faciale (pratique quasi systématique dans le milieu).
En 2017, elle signe un contrat d'exclusivité avec le site Brazzers (RealityKings et DigitalPlayground), avant de rejoindre la 3e saison de l'émission de télé-réalité "Brazzers House". Emission durant laquelle elle arrive en finale.

## Distinctions

### Récompenses
- 2008 : Twistys Treat of the Month de juillet
- 2010 : Penthouse Pet de juillet

### Nominations
- 2007 : F.A.M.E. Awards - Hottest Body
- 2007 : AVN Awards - Best Sex Scene Coupling (Video) - avec le film Erotica XXX 12 (avec Ricky Aguilar)
- 2008 : AVN Awards - Award de la meilleure révélation
- 2009 : AVN Awards - Best Group Sex Scene - dans le film King Cobra
- 2010 : AVN Awards - Best All-Girl Group Sex Scene - dans le film Not Monday Night Football XXX avec Alyssa Reece, Mai Ly et Yurizan Beltran

## Magazines[6]

### HawkÁ
- verture)
- Mai 2007 (couverture)
- Avril 2008

### Cheri
- Février 2007 (couverture)
- Septembre 2007
- Décembre 2007 (couverture)
- Janvier 2008
- Avril 2008 (couverture)
- Août 2008
- Cheri Teens # 48
- Holiday 2008 (couverture)
- Décembre 2008
- Avril 2009
- Août 2009
- Octobre 2011 (couverture)
- Best of Cheri #219 (couverture)

### Penthouse
- Girls of Penthouse - Janvier/Février 2008
- Décembre 2009
- Juillet / Août 2010 (couverture)
- Girls of Penthouse - Janvier / Février 2011
- Girls of Penthouse - Mars / Avril 2011 (couverture)

### High society
- Septembre 2007
- Février 2011 (couverture)
- Juillet 2007
- Holiday 2008
- Septembre 2011 (couverture)
- Holiday 2011 (couverture)
- High Society Teen Angels # 42
- Very Best of High Society # 222

### Hustler
- Mars 2007
- Best of Hustler # 90 - Girl+Girl
- Mars 2007 (canada)
- Mars 2008

### Autres magazines
- Rockstar - Janvier 2007
- Fox - Septembre 2007
- Adam Presents Stars of Porn Vol 15 # 4 - January 2008
- Finally Legal - Février 2008
- Oui # 413 - Février 2008
- Velvet # 134 - Avril 2008
- Adam Film World Guide Porn Stars Vol. 21 # 4 - Juin 2008
- Club - Juillet 2008
- Genesis # 147 - Mai 2009
- Spicy Latinas - Juin 2009
- Hot Vidéo - Septembre 2010 (couverture)
- Genesis # 167 - Mars 2012
- Hot Vidéo - Mai 2017 (couverture)

## Filmographie
L'italique indique une compilation.
Les films sont triés par date de tournage.

### 2006
- More Dirty Debutantes # 347 - 06/04/2006 (anal)
- Home Wreckers - 25/04/2006
- Black Cheerleader Search 78 - 27/04/2006
- Young As They Cum 20 - 28/04/2006
- Hot Latin Pussy Adventures 43 - 09/05/2006
- Watch Me Cum 3 - 12/05/2006
- 110% Natural 10 - 30/05/2006
- White Girlz - 02/06/2006
- 1 Dick 2 Chicks 5 - 22/06/2006
- No Swallowing Allowed 9 - 27/06/2006
- Cum Coat My Throat - 28/06/2006
- It's A Daddy Thing - 28/06/2006
- Barely Legal: 18th Birthday - 11/07/2006
- Teenage Spermaholics 5 - 18/07/2006
- Erotica XXX 12 - 03/08/2006
- Well Hung Amateurs 3 - 10/08/2006
- Semen Sippers 5 - 28/08/2006
- Teen Dreams 13 - 13/09/2006
- My Dirty Angels 4 - 27/09/2006
- What An Ass 3 - 05/10/2006
- Peter North's P.O.V. 14 - 17/10/2006
- Busty College Coeds P.O.V. - 24/10/2006
- Nut The Face - 27/10/2006
- Flesh Hunter 9 - 13/11/2006

### 2007
- Jail Bait 3 - 31/01/2007
- Teen Cum Dumpsters 3 - 02/02/2007
- It Takes Two 2 - 05/02/2007
- Angels Of Debauchery 6 - 12/02/2007
- P.O.V. Pervert 8 - 27/02/2007
- I Love Lela - 06/03/2007
- Manuel Ferrara Fucks Them All - 07/03/2007
- Black Owned 2 - 08/03/2007
- Pop Goes The Weasel - 12/03/2007
- Slutty And Sluttier 2 - 19/03/2007
- Amazing Cuban Ass - 28/03/2007
- A dream cum true - 02/04/2007
- Fantasy All Stars 4 - 05/04/2007
- Racial Tension 2 - 27/04/2007
- Wet Food - 09/05/2007
- Semen Sippers 6 - 21/05/2007
- Slutty And Sluttier 3 - 25/05/2007
- Lovely Lela Star - 21/06/2007
- Be My Bitch 3 - 09/07/2007
- Strap It On 6 - 19/07/2007
- Suck It Dry 4 - 23/07/2007
- Wasted Youth 4 - 30/07/2007
- Feeding Frenzy 9 - 24/08/2007
- Tease Me Then Please Me 6 - 03/09/2007
- Platinum P.O.V. Fixation - 05/11/2007
- Fetish Fucks
- Deep Throat This 36
- Demons Within
- Barely Legal: Corrupted 8
- Baby Face
- American MILF
- Darksider Riders 3
- Bound And Gagged Costume Beauties
- Costume Bondage Fantasies
- First Offense 21
- Gag On This 20
- Hot Sauce 4
- I Love Paulina
- Jenna Loves Justin Again
- La Femme Chanel
- Lascivious Liasions
- Lela Undone
- Meet The Twins 11
- MILF Invaders
- No Man's Land Interracial 10
- North Pole 65
- Pin Up Honeys 2
- Pin Up Perversions
- Slime Ballin'
- Sprung A Leak 2
- TEENstravaganza! 2
- TEENstravaganza! 3
- Teeny Bopper Club 5
- Top Notch Bitches 6
- Ultimate Sex Tease
- Young, Wet, Horny 2
- Naked Beauties Held in Bondage
- Bare-Skinned Girls Struggle in Bondage!

### 2008
- No Cum Dodging Allowed 8 - 21/02/2008
- Squirt-Stravaganza! - 13/03/2008
- Girls Love Girls 3 - 26/05/2008
- Tunnel Vision 3 - 28/05/2008
- Lez-Stravaganza 6 - 19/06/2008
- Load Warriors - 05/08/2008
- Teenage Sexaholics - 07/08/2008
- Ultimate Feast 3 - 03/10/2008
- She's Cumming - 18/10/2008
- Swallowed - 24/11/2008
- Solo-Stravaganza!
- Lusty Latinas
- Screen Dreams 2
- Wrap-Happy Model Captors!
- Meet The Twins 11
- MILFs Vs. Teens
- Barely Legal: P.O.V. 2
- Chloro Bondage Trickery!
- Cock Suckers
- Teens O Plenty
- Brea's Mirror Image
- I Love Latinas 4
- Fantasy All Stars 7
- High Definition
- King Cobra
- Pin Up Perversion 8 - (anal)

### 2009
- Point Of View Pantyhose Sex 20 - 23/01/2009
- Only The Beautiful 2 - 06/04/2009
- I Love Brunettes 2 - 06/04/2009
- Load Sharing 2 - 11/05/2009
- Fucked Them First - 25/05/2009
- Lez-Stravaganza 10 - 19/06/2009
- Tightly Roped Coeds
- Girls Will Be Girls 5
- Lela Star Loves Cock
- Matt's Models 12

### 2010
- Neighbourhood Romp - 16/02/2010
- The British are Cumming - 19/04/2010
- We Live Together.com 14

### 2011
- Lela Star is Back Bitches!!! - 08/05/2011
- Lela Star's Ballet Style!!! - 18/05/2011
- Best Tits of 2011 : Lela Star - 07/06/2011
- My Dad's Hot Girlfriend - 09/06/2011
- Fucking On The Internets.Com - 27/07/2011
- Lela Star Gets An Anal Burglary - 01/11/2011 (anal)
- Lex The Impaler #7 - 03/12/2011 (anal)

### 2014
- Persuading Lela - 04/08/2014
- Under the desk - 10/09/2014
- Me and My Girlfriend 7

### 2015
- Kim K Fucks the Paparazzi - 15/05/2015
- Bootylicious - 14/09/2015
- I Have A Wife - 02/10/2015
- Infiltrating Kim K - 07/11/2015
- Booty view - 07/11/2015

### 2016
- Patiently Waits For Creampie - 19/01/2016
- Kim's Yoga Pants - 16/02/2016
- Sun Bathing with Lela Star - 07/03/2016
- My Wife's Friend - 06/06/2016
- Hot  Extra Amenities - 15/09/2016
- Girls Of Bangbros Volume 61: Lela Star - 27/09/2016

### 2017
- Confessions from suburbia - 22/12/2017

### 2018
- Lela commissions A Cock - 09/04/2018
- Borrow A Boyfriend - 29/04/2018
- The Perfect Hostess 2 - 12/05/2018
- 1800 Phone Sex : Line 10 - 22/05/2018
- 1800 Phone Sex : Line 12 - 24/05/2018
- Jerking The Morning Shift - 21/06/2018
- Lela Pays Her Dues - 27/06/2018
- Bed & Sweatfest - 03/07/2018
- Bad Cop Black Cock - 06/07/2018
- Help : I'm Addickted to Cock! - 28/07/2018
- Side Chick Showdown - 08/08/2018 (avec Gina Valentina)
- Ridding The Wife - 11/08/2018
- Hot Decorator Milf - 20/08/2018
- Creampie Diaries : Part 1 - 09/09/2018
- Creampie Diaries : Part 2 - 10/09/2018
- Creampie Diaries : Part 3 - 11/09/2018
- When Girls Play Ball - 15/09/2018
- Lit Latina Night Out - 16/09/2018
- Brazzers House 3: Episode 1 - 18/09/2018
- What to Wear - 24/09/2018
- Brazzers House 3: Episode 2 - 25/09/2018 (anal)
- Assage: The Lela Star Method - 30/09/2018 (anal)
- Brazzers House 3: Episode 3 - 02/10/2018
- Thick And Wet - 05/10/2018
- Brazzers House 3: Episode 4 - 09/10/2018
- Brazzers House 3 : Unseen Moments - 02/11/2018 (BTS)
- Brazzers House 3 : Finale - 08/11/2018
- Black Friday Fuckfest - 20/11/2018
- Wanted Fucked or Alive : Part 1 - 09/12/2018
- Wanted Fucked or Alive : Part 2 - 13/12/2018
- Ass Out - 27/12/2018 (Anal)

### 2019
- Get it up grandpa - 03/01/2019
- Suck Slut - 09/01/2019
- Learning th hard way - 30/01/2019 (Anal)
- Hike that ass - 31/01/2019
- All the glitters is Lela - 16/02/2019
- Lelas panty Thief - 07/03/2019
- Brazzibots : Part 3 - 12/03/2019
- Brazzibots : Part 4 - 16/03/2019
- Laying a hand on Lela - 30/03/2019
- Bubble Double Trouble - 17/04/2019 (Anal)
- Lela Star tits and ass on south Beach! - 23/04/2019
- I don't know her - 10/05/2019
- Smashing Ass - 27/05/2019 (Anal)
- Booty Calls - 29/05/2019
- Admiring the view - 07/06/2019
- Never enough oil - 11/06/2019
- Lela Craves The Rave - 21/06/2019
- When Lela met Robbin - 25/06/2019
- Thick Chick Loves Dick - 08/07/2019
- Sex preparedness class - 09/07/2019
- The Trampoline Tramp - 26/07/2019 (Anal)
- Seeing Double - 14/08/2019
- Rainbow Lust - 19/08/2019
- Crime Scene Cock - 19/09/2019
- Sex Hospital - 03/10/2019
- Designer Dick - 10/11/2019
- Blindfolded Bride - 03/12/2019